# 惡人 (小說)
《惡人》（あくにん、Akunin、Villain）是日本作家吉田修一所作的長篇小說。吉田修一向善于描写年轻人的心绪与生态，《恶人》延续了这一特色。不仅如此，以杀人案为切入口、聚焦底层人群等诸多做法又显示出此作非同以往的突破性，多产的吉田将之视为自己的代表作。
该小说于2006年3月开始在《朝日新闻晚报》上连载，一年后推出了单行本。单行本甫一出版就迅速卖出十万多册，如今累计销量已过九十万本，它在当年摘得每日出版文化奖和大佛次郎奖桂冠，成为备受媒体关注的焦点。
2010年被東寶公司拍成電影版，由李相日執導，深津繪里与妻夫木聰等主演。

## 電影

### 故事大纲
清水祐一是一名在长崎郊区长大的青年工人，自小与奶奶相依为命。平日里他不仅要工作还要照顾年迈的奶奶。马入光代是在佐贺男装店做销售工作的青年女子，她和妹妹同住在公寓中。
祐一正是媒体连日报导的杀人案件的凶手，他悲伤地对光代感叹道：“如果我们能早点相遇该有多好。”得知祐一的秘密之后，光代阻止他去自首。生平第一次尝到爱情滋味的光代毫不在意对方是杀人犯，她与祐开始逃亡。两人来到了偏僻的灯塔，共度短暂的幸福。
然而他们的行动波及到了自己的家人以及被害者的家人，事情朝着出乎预料的方向发展而去……
祐一为什么要杀人？光代为什么如此执迷于爱情？究竟谁才是真正的恶人？

### 演員
- 清水祐一 - 妻夫木聰

土木工作員。與光代逃亡。
- 馬込光代 - 深津繪里

男裝店的銷售員。與祐一逃亡。
- 増尾圭吾 - 岡田將生

大學生。富裕自由又隨便。
- 石橋佳乃 - 滿島光

保險外勤員。屍體被發現。
- 佐野刑警 - 鹽見三省

福岡縣警的刑警。
- 久保刑警 - 池内萬作

福岡縣警的刑警。
- 矢島憲夫 - 光石研

祐一的舅公。與祐一一起在做拆卸業的工作。
- 清水依子 - 余貴美子

勝治、房枝的次女，也是祐一的母親。拋棄祐一經營蛋糕店。
- 清水勝治 - 井川比佐志

祐一的外公。臥病不起。
- 堤下 - 松尾鈴木

經營詐欺的銷售員。欺騙房枝。
- 馬込珠代 - 山田娟緒

工商會議所事務員。光代的雙胞胎妹妹。
- 谷元沙里 - 韓英惠

保險外勤員。佳乃的同事。
- 安達眞子 - 中村絢香

保險外勤員。佳乃的同事。
- 石橋里子 - 宮崎美子

佳乃的母親。
- 鶴田公紀 - 永山絢斗

增尾的大學同學。
- 清水房枝 - 樹木希林

祐一的外婆。
- 石橋佳男 - 柄本明

佳乃的父親。經營理髮美容店。

### 制作

#### 剧本
剧本是由原作者吉田修一和导演李相日联手创作的。这是吉田首次写商业长片的剧本。他和李相日一同前往九州寻找灵感，随后分头执笔各写各的剧本。09年年中，两人在和可菜旅馆闭关数日融合彼此的创意，完成了合作剧本的初稿，接着又花了一个多月时间修改，才最终定稿。

#### 拍摄
片中的关键场景灯塔小屋的拍摄地位于有异国气息的福江岛大濑崎灯塔。美工负责人种田阳平率领美术组花了三周在灯塔外搭建了一间小屋。美术组又在附近的废弃体育馆中搭建了一套灯塔小屋内景，用于拍摄室内戏。 
本片于2009年11月10日开拍，主要在九州拍摄，外景地遍及博多、佐贺、长崎、平户、五岛列岛各地。

### 獎項
- 第34屆蒙特利尔世界电影节：最佳女主角獎
- 第34屆日本電影金像獎[1]
  - 最優秀賞

最佳男主角獎 - 妻夫木聰
最佳女主角獎 - 深津繪里
最佳男配角獎 - 柄本明
最佳女配角獎 - 樹木希林
最佳配樂獎
- - 優秀賞

最佳電影獎
最佳導演獎 - 李相日
最佳男配角獎 - 岡田將生
最佳女配角獎 - 滿島光
- 2010年度電影旬報獎[2][3]：最佳電影獎、最佳導演獎、最佳男配角獎（柄本明）
- 第53屆日本藍絲帶電影獎：最佳男主角獎
- 第23屆日刊体育电影大赏：最佳電影獎、最佳男主角獎、最佳女主角獎
- 第35屆报知电影奖：最佳電影獎、最佳女主角獎、最佳男配角獎（柄本明）
- 第65屆每日電影獎[4]：最佳電影獎
- 第34屆山路文子電影獎：最佳電影獎、新人女優賞（滿島光）

### 工作團隊
- 導演 - 李相日
- 製作 - 島谷能成、服部洋、町田智子、北川直樹、宮路敬久、堀義貴、畠中達郎、喜多埜裕明、大宮敏靖、宇留間和基
- 製作人 - 仁平知世、川村元気
- 監製 - 市川南、塚田泰浩
- 製片人 - 鈴木嘉弘
- 原作 - 吉田修一
- 編劇  - 吉田修一、李相日
- 攝影 - 笠松則通
- 美術 - 杉本亮
- 美術監督 - 種田陽平
- 剪接 - 今井剛
- 音樂 - 久石讓
- 演奏 - 東京NEW CITY管弦樂團
- 音樂製作人 - 岩瀬政雄、杉田壽宏
- 劇本編寫人 - 松澤一美
- 髮型設計 - 豐川京子
- 衣裳設計 - 小川久美子
- 照明 - 岩下和裕
- 裝飾 - 田口貴久
- 錄音 - 白取貢
- 副導演 - 久萬真路
- 制作事務所 - 東寶映像制作部
- 製作 - 映画『惡人』製作委員會（東寶、電通、朝日新聞社、日本索尼音樂娛樂、日本出版販賣、堀製作、AMUSE INC.、雅虎日本、TSUTAYA、朝日新聞出版）
- 配給 - 東寶

## 關連項目
- 無毒不丈夫（1981年）

## 外部連結
- 「惡人」電影官方網站 （页面存档备份，存于） （日語）